# Wybory parlamentarne na Nauru w 1968 roku
Pierwsze wybory do Parlamentu Nauru miały miejsce 26 stycznia 1968 roku. W skład parlamentu weszło 18 członków, a na przewodniczącego państwa wybrano Hammera DeRoburta.

## Tło
W przeszłości Nauru posiadało Radę Wodzów, Lokalną Radę Samorządową Nauru i Radę Legislacyjną, zlikwidowaną w roku pierwszych wyborów do parlamentu. Parlament był więc czwartą instytucją władzy powołaną na Nauru.
W 1967 wybrano konstytuantę, która wkrótce napisała konstytucję państwa. Według nowej konstytucji, władza ustawodawcza miała należeć do 18-osobowego parlamentu (od 2013 liczy 19 członków) a władza wykonawcza do czterech lub pięciu ministrów ze stojącym na jej czele prezydentem (który jednocześnie jest szefem rządu).

## Przebieg wyborów i wyniki
System wyborczy niewiele różnił się od tego, jaki stosowano za czasów Lokalnej Rady Samorządowej. Jedyną różnicą była liczba osób, która miała zasiąść w parlamencie. Z każdego okręgu wyborczego (z wyjątkiem okręgu Ubenide, z którego wybierano czterech członków) wybierano dwóch deputowanych. Według konstytucji, kadencja parlamentu miała trwać trzy lata.
| Okręg wyborczy | Wybrani posłowie                                            |
| -------------- | ----------------------------------------------------------- |
| Aiwo           | Itubwa Amram, Edwin Tsitsi                                  |
| Anabar         | Agoko Doguape, David Gadaroa                                |
| Anetan         | Roy Degoregore, Paul Asa Diema                              |
| Boe            | Kenos Aroi, Hammer DeRoburt                                 |
| Buada          | Austin Bernicke, Totouwa Depaune                            |
| Meneng         | Ategan Bop, Audi Dabwido                                    |
| Ubenide        | Buraro Detudamo, Victor Eoaeo, Derog Gioura, Lagumot Harris |
| Yaren          | Joseph Audoa, Ludwig Keke                                   |
| Źródło:        |                                                             |

Parlament w wymienionym wyżej składzie, po raz pierwszy spotkał się 31 stycznia. Na przewodniczącego państwa wybrano Hammera DeRoburta – reprezentanta okręgu wyborczego Boe. Na pierwszego przewodniczącego parlamentu wybrano z kolei Itubwę Amrama z okręgu Aiwo.